# Santa Coloma de Montan de Tost
Santa Coloma de Montan de Tost és l'església parroquial de Montan de Tost, del municipi de Ribera d'Urgellet (Alt Urgell) protegida com a bé cultural d'interès local.

## Descripció
L'església de Santa Coloma de Montan de Tost es troba a l'Espalaguer, el nucli central dels tres que configuren el poble de Montan de Tost, situat al municipi de Ribera d'Urgellet.
Es tracta d'una església d'una sola nau amb capçalera plana i orientada a ponent. És coberta per tres trams de volta de llunetes separats per arcs faixons que es perllonguen en dues de pilastres afrontades als murs laterals del temple. La volta arrenca d'un fris motllurat de guix, propi de les esglésies dels segles XVII- XVIII. L'altar major ocupa el primer tram de l'església i es troba sobreelevat amb relació a la resta de la nau. Aquest està presidit per un gran retaule de guix amb una fornícula central flanquejada per dos parells de columnes que acull la talla de fusta de Santa Coloma. Als costats hi ha dues fornícules més petites amb imatges de sants. Al tram d'accés de la nau es troba ocupat en tota la seva amplària per un cor de fusta en alt. Tot l'interior de l'església està arrebossat i policromat.
Originàriament, els paraments externs de l'església estaven arrebossats amb morter de calç que encara és visible en una part important de la superfície. L'aparell és a base de carreuons força irregulars, barrejats amb altres carreus més ben treballats i aprofitats d'alguna construcció anterior. Estan col·locats de forma irregular. Només a les cantonades de l'edifici hi ha carreus més ben treballats. S'accedeix al temple per la porta formada per dos d'arcs de mig punt adovellats situada la façana de llevant. A la part alta de la façana s'obre un ull de bou. La façana és coronada per un campanar d'espadanya de tres ulls distribuïts en dos nivells i rematat per un petit teulat a doble vessant. La cobeta del temple és de teula i a doble vessant.

## Història
La parròquia de Montan de Tost apareix esmentada a l'acta de consagració de la catedral de la Seu d'Urgell amb la grafia de Montedamno en un document de 1046. En el seu testament (1072) Arnau Mir de Tost llega els drets sobre la parròquia de Montan a la seva filla i al seu net.
L'església parroquial de Santa Coloma esdevé en època moderna sufragània de l'església de Sant Martí de Tost. Actualment, l'església de Montan és annexa a la parroquial d'Adraén.